# Anticlericalismo en Venezuela
La historia del anticlericalismo en Venezuela empieza con las primeras gestas independentistas a finales del siglo XVIII y principios del XIX. Si bien la actividad de la iglesia católica en Venezuela se dedicó a la evangelización y educación de la población desde la colonización hasta la independencia, algunos abusos crearon descontento en comunidades indígenas y roces con las élites republicanas. En la guerra de Independencia de Venezuela el clero luchó por ambos bandos, sin embargo entre muertes y exilios hubo una reducción de sacerdotes. A pesar de esto la iglesia mantuvo su influencia en la sociedad y la política por lo que se alineó a menudo al Partido Conservador para el cual el Obispo Juan Hilario Bosset fue senador.

## sigloXIX
Las primeras medidas anticlericales aplicadas en Venezuela fueron las leyes del congreso Constituyente, que cerraron los monasterios dominicos temporalmente en 1821. En 1828 el presidente de La Gran Colombia, Simón Bolívar, los legalizó tras reconciliarse con la Iglesia y prohibir la masonería. El gobierno de Carlos Soublette los clausuró permanentemente en 1837, cosa que significó la desmantelasión no solo de templos si no de archivos y bibliotecas.

### Liberalismo Amarillo
Desde el fin de la guerra federal en 1864, Venezuela estuvo gobernada principalmente por gobiernos del Partido Liberal que estaba alineado al republicanismo francés. El presidente Antonio Guzmán Blanco, quien era Gran Maestro de la Logia Masónica de Venezuela, entró en conflicto con la iglesia tras la revolución de abril de 1870 en la cual arrestó sacerdotes que se opusieron a su gobierno. El Arzobispo de Caracas, Monseñor Silvestre Guevara y Lira, se negó a realizar actos eclesiásticos en honor al mandatario, lo cual disgusta sobremanera a Guzmán Blanco. Las fricciones entre el Arzobispo y el gobierno de Guzmán Blanco, continuaron y a ellas se sumó el Arzobispo de Mérida. Guzmán demandó a la Santa Sede la sustitución de Guevara y Lira, por un clérigo más dócil y obediente, pero esta se negó. Consiguió la salida de Monseñor Guevara y Lira al extranjero, quien se negó a renunciar a su cargo de Arzobispo de Caracas, a pesar de estar fuera del país.

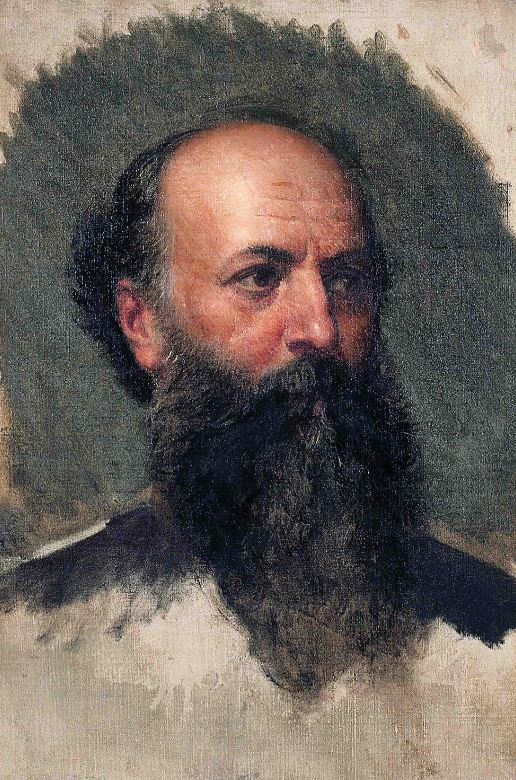
Presidente Antonio Guzmán Blanco, dirigió el anticlericalismo en sus primeros 7 años de gobierno.

Su gobierno tomó medidas anticlericales en represalia, entre ellas: expropiar propiedades del clero, cerrar seminarios, claustros y templos y transferir las cátedras religiosas a las Universidades Laicas. Como mecanismo de presión para doblegar la jerarquía católica a las intenciones del Estado, la despojó de su influencia y de la gran mayoría de sus bienes, pero lo único que
En 1871, el presidente Guzmán presentó ante el Congreso de Venezuela un proyecto de crear una Iglesia nacional venezolana, independiente de la Santa Sede, en la que los obispos serían designados por el parlamento y los párrocos serían elegidos por los fieles. En los años siguientes se cerraron los seminarios en 1872 y los monasterios en 1874. Los bienes de la iglesia fueron expropiados para el uso de otras instituciones. Se expropió la Universidad Central de Venezuela y los establecimientos de la enseñanza laica que se estaban creando. Se crearon cementerios comunales, se invitó a misioneros protestantes de EE. UU.. Procedió a la creación  del Registro Civil, dejando sin efecto el registro parroquial, el cual requería el bautismo para registrar los nacimientos y el 1 de enero de 1873 el mandatario establece el matrimonio civil. La iglesia venezolana se opuso a esta última ya que  el matrimonio civil debía realizarse ante el presidente del Concejo, antes del matrimonio eclesiástico. La publicación de la Ley se hizo el 8 de enero, y diez días más tarde entró en vigencia. El 16 de enero hicieron uso de la nueva disposición. El propio Presidente legalizó civilmente su matrimonio con su esposa Ana Teresa Ibarra el 14 de febrero de ese año, aunque ya se había casado por la Iglesia católica el 13 de junio de 1867. También Guzmán Blanco legalizó el divorcio, algo mal visto por la jerarquía eclesiástica, pues presentaba la posibilidad de disolver la unión matrimonial, considerada como sagrada por la Iglesia católica.
Estas medidas causaron aun mayor oposición por parte del clero. El conflicto se agravó en 1875 cuando el Papa Pio IX rechazó la candidatura del obispo de Guyana, José Antonio Ponte, para la función del arzobispo de Caracas. El presidente Guzmán le amenazó con la introducción de la separación de la Iglesia y el Estado y un cisma en la iglesia Venezolana. El 9 de mayo de 1876, presentó tal propuesta durante la sesión del Congreso de la República y, al mismo tiempo, informó al papa que si en dos meses el obispo Guevara y Lira no dimitía, entonces la ley de separación sería adoptada. En junio de 1876, el primer Nuncio Apostólico en Venezuela, el obispo Rocea Cochia, entregó la decisión del papa sobre la vacante y la resignación del arzobispo Guevara y Lira. Finalmente, el conflicto se acabó y el obispo Ponte tomó el cargo del arzobispo de Caracas, lo que fue confirmado por la bula del papa del 17 de noviembre de 1876. Una vez solventada la situación, el mandatario regresó parte de las propiedades confiscadas y permitió el restablecimiento eclesiástico de manera limitada. Los claustros se mantendrían prohibidos hasta los años 1950, además hizo construir varias edificaciones religiosas como la Basílica de Santa Teresa y la Basílica Menor Santa Capilla, pero la realidad era que más nunca la jerarquía eclesiástica volvería a tener tanta injerencia sobre el país y el estado, como en el pasado. A pesar de todos estos conflictos y de su participación en la masonería, Guzmán Blanco no renegó de su fe y trató de mantenerla como parte de su imagen pública en sus discursos.
La población sacerdotal de Venezuela se había reducido dramáticamente. En 1810 la Arquidiócesis de Caracas tenía 547 sacerdotes y para 1881 solo quedaban 115. El resto del país no tuvo mejor suerte. La iglesia empezó a enviar sacerdotes desde España para cubrir las numerosas parroquias.

## sigloXX
A pesar de las décadas difíciles la iglesia logró avanzar en promover la educación. Aunque en 1902 el presidente Cipriano Castro legalizó nuevamente los monasterios dominicos. El sentimiento anticatólico se mantenía aun en algunas élites. El gobierno de Juan Vicente Gómez decretó la libertad de culto para contrarrestar la influencia de la iglesia en 1911. La relación de la iglesia y el estado se alteraría a una simbiótica en la que el estado permitiría la influencia de la iglesia a cambio de su cooperación en la política. Esto creó resentimiento en los grupos opositores socialistas como la generación del 28. 

Logo de Acción Democrática

Cuando estos grupos tomaron el poder entre 1945 y 1948 se volvieron a tensar las relaciones. La junta revolucionaria de gobierno dirigida por Rómulo Betancourt. En 1945 lanzó el ¨decreto 1-2-3¨ que menospreciaba la educación privada y la educación religiosa. Quitó financiación de las escuelas dirigidas por congregaciones religiosas como los salesianos, los hermanos lasallistas, los jesuitas y las hermanas de Lourdes quienes servían a las comunidades menos favorecidas; con el objetivo de promover la educación laica. Este decreto también rechazaba las notas y títulos de institutos privados a la hora de aplicar a las universidades. La Asociación Venezolana de Educación Católica (AVEC) organizó protestas en contra de estas medidas. En enero de 1947, la Conferencia Episcopal Venezolana envió una protesta a la Asamblea Nacional Constituyente, la cual estaba preparando el proyecto de la constitución. El episcopado venezolano acusó al gobierno de ¨Anárquico¨. Entre otras cosas la asamblea quería consagrar el monopolio del estado en la educación en el artículo 53 de la nueva carta magna. La declaración de la conferencia episcopal Venezolana rezaba:
“No creemos en el patriotismo de los comunistas. No creemos en el patriotismo de quienes están a favor de tomar las armas a favor de Rusia contra su Patria. No creemos en el patriotismo de quienes califican de burguesas las ideas, para nosotros sagradas de patria, hogar, religión y propiedad”.
La iglesia instó a la población a no votar por candidatos que promovieran la supresión de los colegios católicos. Para luchar contra los esfuerzos de la iglesia, el gobierno preparó a Luis Fernando Castillo Mendez, para crear un cisma en la iglesia Venezolana. Cuando joven había sido expulsado del Seminario de San Cristóbal y del seminario Divina Pastora de Barquisimeto. Desde 1938 empezó a actuar como sacerdote sin nunca haber sido ordenado. Con el apoyo del gobierno, funda en 1947 la “Iglesia Católica Apostólica Venezolana”, la cual gracias a los aportes económicos del gobierno de Betancourt monta templos en Catia y logra tener hasta su propio periódico, “Liberación”. Promete la “democratización de la Iglesia” y se modela al mismo etilo de la cismática Iglesia Católica Apostólica Mexicana e Iglesia Católica Apostólica Brasileña y pasó a pertenecer a la Comunidad Mundial de Iglesias Católicas Nacionales. El diputado de Acción Democrática Luis Ramón Vives perteneció a este movimiento cismático. Al ser derrocado Rómulo Gallegos en 1948, Castillo escapa de Venezuela.
El gobierno de Marcos Pérez Jiménez legalizó los conventos de clausura de la orden de las carmelitas a petición de su madre en 1954, aunque enfrentó críticas del clero por su persecución de opositores. En 1975 Acción Democrática vuelve al poder y Luis Fernando Castillo Mendez decide volver a Venezuela. En esa época el ministerio de justicia disponía de una asignación a cada legítimo obispo venezolano de dos mil bolívares mensuales. El ministro Armando Sánchez le asigna a Castillo una pensión de mil dólares mensuales. Más del doble a cualquier obispo católico venezolano.

## SigloXXI
Con la llegada de Hugo Chávez al poder volvió la tensión con la Iglesia y el renacimiento del anticlericalismo. Si bien al inicio Chávez tenía una actitud amigable con la Iglesia y las empresas privadas. Luego de la constituyente de 1999 su trato fue más agresivo. Su gobierno llegaría a tener intercambios amargos con la Santa Sede y la Conferencia Episcopal Venezolana. Chávez citó su apoyo a la teología de la liberación de Leonardo Boff, condenada por la Santa Sede en los años 70 y 80. Chávez apoyó el avance del movimiento evangélico en Venezuela desde su campaña hasta el 2005. También promovió la proliferación de la santería tanto a nivel personal como en la sociedad. Los círculos revolucionarios atacarían y vandalizarían repetidas veces monumentos, iglesias y cementerios, Así como repetidas amenazas contra obispos, tales como el caso del obispo de Maracay Mons. Rafael Conde en 2009.
Hugo Chávez intentó buscar apoyos dentro del clero con limitado éxito. El Gobierno Bolivariano convenció a un sacerdote católico llamado Enrique Albornoz y a dos sacerdotes luteranos de fundar la ¨Iglesia Venezolana Reformada¨ basada en la comunión anglicana con el reconocimiento internacional de Leonardo Marin-Saavedra en 2007. Siendo inaugurada en junio de 2008 recibiendo el rechazo del vicepresidente de la conferencia episcopal, Roberto Luckert.  Este esfuerzo no prosperaría y la iglesia se disolvería luego de la muerte de Hugo Chávez.
Durante el gobierno de Nicolás Maduro hubo un aumento de los exiliados políticos incluyendo sacerdotes como el padre José Palmar. El gobierno ha sido acusado repetidas veces por el clero de amparar la violencia. Se dio aumento de las profanaciones y ataques a la iglesia. Durante la Pandemia del Coronavirus en 2020 intentó coaccionar a la iglesia a convertir los templos en centros de cuidado debido al colapso de los hospitales.